# Tamarindo Rekordsz
Tamarindo Rekordsz est une maison de disques américaine de langue espagnole fondée par Tamarindo Javier Gonzalez Rodriguez en 2014. Son siège social est situé à Phoenix dans l'Arizona . Tamarindo Rekordsz concentre ses attentions à la  Musique régionale mexicaine, en particulier aux artistes qui développent un style personnel et original.

Tamarindo Rekordsz a lancé ou managé la carrière de vedettes telles que Remmy Valenzuela ou Carín León.

## Artistes
Tamarindo Rekordsz a travaillé ou travaille avec les artistes suivants.
- Carin León
- Los Tepokas[1].
- Grupo Alfa [2].
- Tomas Ballardo [3].

## Popularité
| Média     | Chaîne            | Date            | Nombre d'abonnés ou d'auditeurs | Nombre de vues ou de téléchargements |
| --------- | ----------------- | --------------- | ------------------------------- | ------------------------------------ |
| YouTube   | tamarindorekordsz | 19 octobre 2020 | 759 000                         | 487 182 452                          |
| YouTube   | tamarindorekordsz | 11 mai 2021     | 1 110 000                       | 844 801 273                          |
| Instagram | tamarindorekordsz | 19 octobre 2020 | 7416                            |                                      |